# Don't Breathe
Don't Breathe är en amerikansk skräckfilm från 2016, regisserad av Fede Alvarez och skriven av Alvarez och Rodo Sayagues. Bland de skådespelare som medverkar i filmen finns Jane Levy och Stephen Lang. Filmens handling fokuserar på tre vänner som gör ett inbrott i och blir instängda i en blind mans hus.

## Rollista
- Jane Levy - Rocky
- Stephen Lang - Norman Nordstrom, den blinda mannen
- Dylan Minnette - Alex
- Daniel Zovatto - Money
- Franciska Törőcsik - Cindy Roberts
- Emma Bercovici - Diddy
- Christian Zagia - Raul
- Katia Bokor - Ginger
- Sergej Onopko - Trevor